# IJsland op het Eurovisiesongfestival 1990
IJsland nam deel aan het Eurovisiesongfestival 1990 in Zagreb, Joegoslavië. Het was de vijfde deelname van het land op het Eurovisiesongfestival. De artiest werd gezocht via de nationale voorronde Söngvakeppni Sjónvarpsins. RUV was verantwoordelijk voor de IJslandse bijdrage voor de editie van 1990.

## Selectieprocedure
Söngvakeppni Sjónvarpsins 1990 bestond uit 1 finale en werd gewonnen door het duo Stjórnin, bestaande uit Sigriður Beinteinsdóttir & Grétar Örvarsson. Zij mochten aldus IJsland vertegenwoordigen op het Eurovisiesongfestival van dat jaar, met het nummer Eitt lag enn.

### Uitslag
| Volgorde | Artiest                                     | Lied               | Punten | Plaats |
| -------- | ------------------------------------------- | ------------------ | ------ | ------ |
| 1        | Björgvin Halldórsson                        | Sú ást er heit     | 58     | 4de    |
| 2        | Sigriður Beinteinsdóttir & Grétar Örvarsson | Eitt lag enn       | 129    | 1ste   |
| 3        | Helga Möller                                | Eitt lítið lag     | 67     | 2de    |
| 4        | Ellen Kristjánsdóttir                       | Ég læt mig dreyma  | 32     | 5de    |
| 5        | Björgvin Halldórsson                        | Til þín            | 60     | 3de    |
| 6        | Eyjólfur Kristjánsson                       | Ég er að leita þín | 11     | 6de    |

## In Zagreb
Op het Eurovisiesongfestival moest IJsland aantreden als achtste, na het Verenigd Koninkrijk en voor Noorwegen. Aan het einde van de puntentelling bleek dat Stjórnin op de vierde plaats was geëindigd met 124 punten. 
Het duo ontving twee keer het maximum van 12 punten.
Nederland had geen punten over voor deze inzending, België 10 punten.

### Gekregen punten

#### Finale
| 12 punten                        | 10 punten                                      | 8 punten                      | 7 punten                          | 6 punten  |
| -------------------------------- | ---------------------------------------------- | ----------------------------- | --------------------------------- | --------- |
| - Portugal - Verenigd Koninkrijk | - België - Denemarken - Noorwegen - Oostenrijk | - Israël - Luxemburg - Zweden | - Finland - Ierland - Zwitserland |           |
| 5 punten                         | 4 punten                                       | 3 punten                      | 2 punten                          | 1 punt    |
|                                  | - Joegoslavië - Spanje                         | - Griekenland - Italië        |                                   | - Turkije |

### Punten gegeven door IJsland

#### Finale
Punten gegeven in de finale:
| 12 punten | Frankrijk   |
| 10 punten | Joegoslavië |
| 8 punten  | Ierland     |
| 7 punten  | Denemarken  |
| 6 punten  | Oostenrijk  |
| 5 punten  | Finland     |
| 4 punten  | Spanje      |
| 3 punten  | Italië      |
| 2 punten  | Turkije     |
| 1 punt    | Duitsland   |